# Loiron
Loiron is een plaats en voormalige gemeente in het Franse departement Mayenne (regio Pays de la Loire) en telt 1273 inwoners (1999). De plaats maakt deel uit van het arrondissement Laval. Op 1 januari 2016 is Loiron gefuseerd met de gemeente Ruillé-le-Gravelais tot de gemeente Loiron-Ruillé. 

## Geografie
De oppervlakte van Loiron bedraagt 23,0 km², de bevolkingsdichtheid is 55,3 inwoners per km².
De onderstaande kaart toont de ligging van Loiron met de belangrijkste infrastructuur en aangrenzende gemeenten.

## Demografie
Onderstaande figuur toont het verloop van het inwonertal (bron: INSEE-tellingen).

1. ↑  Populations légales 2018.